# Ferdinand von Zeppelin
Ferdinand Adolf Heinrich August Graf von Zeppelin (Konstanz, 8 juli 1838 - Berlijn, 8 maart 1917) was een Duits uitvinder en luchtvaartpionier.
Hij was de zoon van hofmaarschalk Friedrich von Zeppelin en Amélie Macaire d'Hogguer.
In 1853 ving hij zijn polytechnische studies aan, en twee jaar later begon hij met zijn militaire carrière, die hij als generaal zou afsluiten. Tijdens de Frans-Duitse Oorlog zag hij hoe de Fransen luchtballonnen gebruikten voor waarnemingen en communicatie. Vanaf 1891 werkte Zeppelin aan de bouw van een luchtschip. Hij patenteerde in 1895 de naar hem genoemde Zeppelin, een sigaarvormig "lichter-dan-lucht" vliegend tuig, gevuld met waterstof en bedoeld om als eerste bestuurbare luchtballon voor massatransport van commerciële lasten en personen te worden ingezet. De zeppelin was vóór de Eerste Wereldoorlog ondanks vele tegenslagen bijzonder populair, en niet alleen in Duitsland. Het "zwaarder-dan-lucht" vliegtuig stond nog in zijn kinderschoenen.
Tussen 1900 en 1908 deed Zeppelin verschillende pogingen om vluchten te maken, maar dat ging telkens gepaard met ongelukken en rampen tot in 1908 de militaire overheden zijn project goedkeurden. Zeppelin stichtte zijn eigen firma 'Luftschiffbau Zeppelin GmbH'. Tijdens de Eerste Wereldoorlog bleken de zeppelins niet de verhoopte effectiviteit te hebben: ze waren te gemakkelijke doelwitten voor de veel mobielere vliegtuigen. Een aanvankelijk vreedzame uitvinding dus - tot de Duitse krijgsmacht de zeppelin voor eigen doeleinden 'kaapte'. De bombardementen van Luik, Antwerpen en Londen vanaf 1914-1915 zijn daar het gevolg van. 
In 1908 werd Ferdinand von Zeppelin opgenomen in de exclusieve Orde "Pour le Mérite".

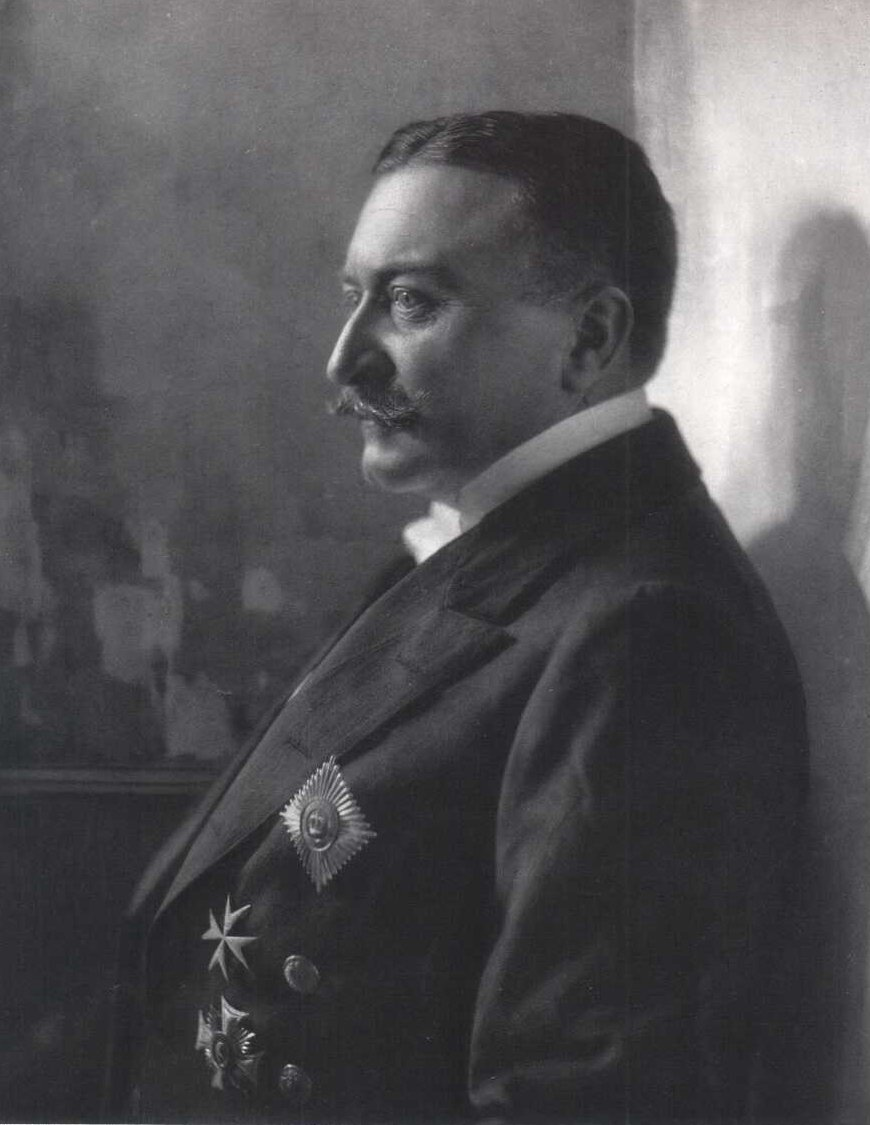
Portret met de vierkante plaque van de Kroonorde van Pruisen, de Johanniterorde en de Frederiks-Orde van Württemberg.
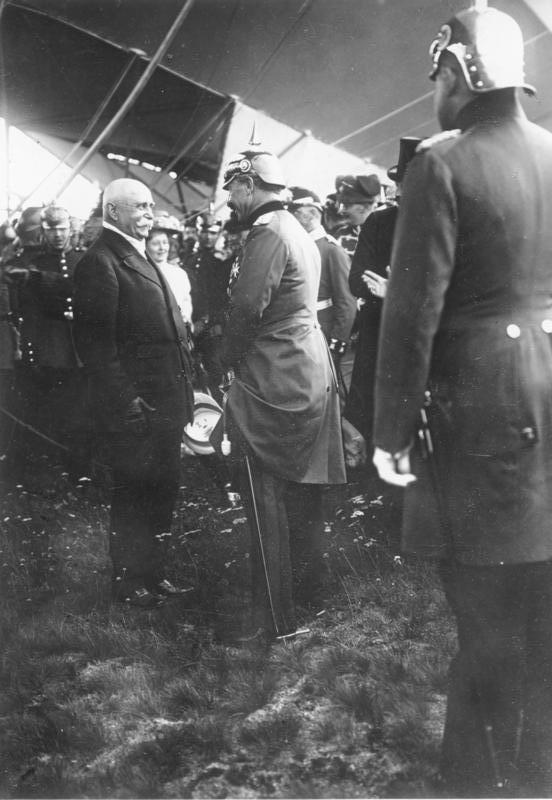
Keizer Wilhelm II begroet Zeppelin in Berlin-Tegel na een voorspoedige landing in 1909.
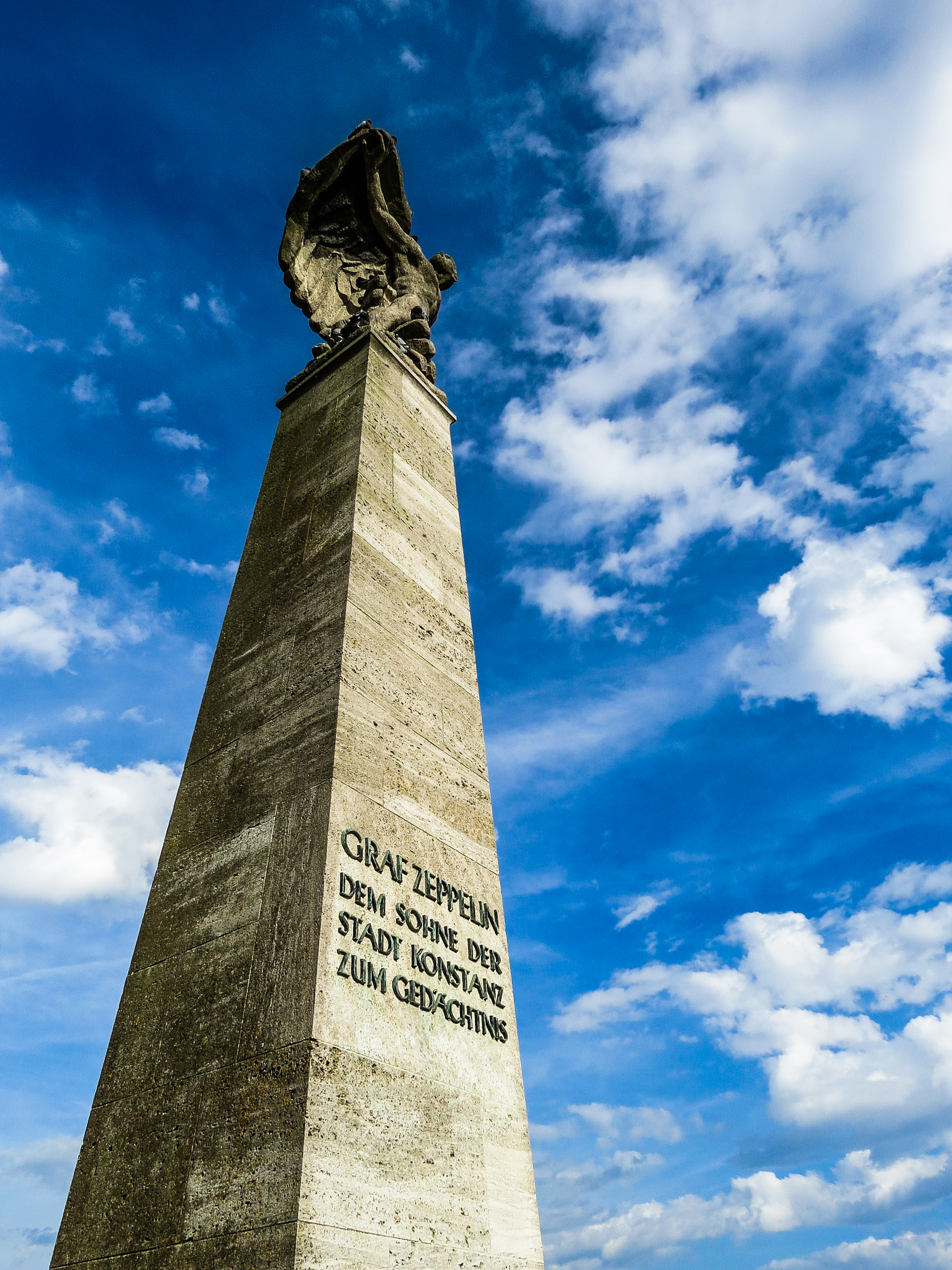
Zeppelin-monument in Konstanz

- Bibsys: 90507252
- Bibliothèque nationale de France: cb121437483 (data)
- Gemeinsame Normdatei: 118636545
- International Standard Name Identifier: 0000 0000 6642 865X
- Library of Congress Control Number: n81061562
- Nationale Bibliotheek van Letland: 000350026
- Nationale Bibliotheek van Tsjechië: mzk2005273198
- Nationale bibliotheek van Australië: 35792009
- Nationale Bibliotheek van Israël: 987007311870005171
- Nationale Bibliotheek van Polen: a0000002924612
- Nationale en Universitaire bibliotheek Zagreb: 000058296
- Nederlandse Thesaurus van Auteursnamen: 09926403X
- LIBRIS: 236845
- SNAC: w6nz91gg
- Système universitaire de documentation: 029912458
- Trove: 1089805
- Union List of Artist Names: 500059369
- Virtual International Authority File: 58145857782823020533
- WorldCat: E39PBJvHd6YHkCVfFhCBJRKPQq